# Danijjel-Jicchak Lewi
Danijjel-Jicchak Lewi (hebr.: דניאל יצחק לוי, ang.: Daniel-Yitzhak Levy, ur. 30 września 1917 w Ceucie, zm. 13 lutego 1995) – izraelski polityk, w latach 1965–1974 poseł do Knesetu z listy Narodowej Partii Religijnej (Mafdal).
W wyborach parlamentarnych w 1965 po raz pierwszy dostał się do izraelskiego parlamentu. Zasiadał w Knesetach VI i VII kadencji.
Ojciec Jicchaka Lewiego, wielokrotnego ministra i posła z listy Mafdalu.